# Pantelei Sandulache
Pantelei Sandulache (4 de maio de 1956 - 30 de janeiro de 2021) foi um político moldavo que serviu como membro do Parlamento entre 1990 e 1994.